# Pisum sativum
Pisum sativum es una planta herbácea de la familia de las leguminosas (Fabaceae), más o menos trepadora, propia de la cuenca mediterránea, aunque muy extendida en todo el mundo. Se cultiva para consumir las semillas. Recibe diferentes nombres dependiendo de la región: chícharo (del mozárabe číčar-o, y este del latín cicĕra), petipuás (del francés petit pois), arveja, alverja o guisante, las vainas tiernas son comestibles y se conocen como miracielo, cometodo o tirabeque.

## Descripción
La planta posee un sistema vegetativo poco desarrollado aunque con una raíz pivotante que tiende a profundizar bastante. Las hojas están formadas por pares de folíolos terminadas en zarcillos. Las inflorescencias nacen arracimadas en grandes brácteas foliáceas –de hasta 9 por 4 cm– que se insertan en las axilas de las hojas. Las semillas (guisantes) se encuentran en vainas de entre 5 a 10 cm de largo que contienen entre 4 y 10 unidades. Existen variedades de hábito determinado, es decir, que crecen como hierbas hasta una altura definida, y otras de hábito indeterminado, que se comportan como enredaderas que no dejan de crecer y requieren medios de soporte o "guías".
Son plantas herbáceas anuales, trepadoras, muy variables en forma y hábito, glabras. Hojas imparipinnadas; los 3–5 (7) folíolos distales generalmente reducidos a zarcillos trepadores, folíolos normales 2–6, opuestos, ovados, elípticos u obovados, generalmente 1,5–5,5 cm de largo y 1–2 cm de ancho, estipelas ausentes; estípulas foliáceas, ovadas, generalmente más largas que los folíolos, basalmente semicordadas, amplexicaules y dentadas. Inflorescencia flores solitarias o racimos con 2 o 3 flores en el ápice del pedúnculo; cáliz campanulado, 5-lobado, los 2 lobos superiores más anchos; corola 1,5–2 cm de largo, blanca o rosada, estandarte obovado o suborbicular, las alas falcado-oblongas, la quilla encorvada, apicalmente obtusa; estambres 10, diadelfos, el vexilar libre; estilo barbado en la superficie interna. Legumbres oblongas o cilíndricas, más o menos comprimidas o teretes, 2,5–12,5 cm de largo y 1,5–2,5 cm de ancho, rectas o curvadas, carnosas y ceráceas al madurar, dehiscentes; semillas 3–12, forma y tamaño variable; cuentan con una gran cantidad diversa de proteínas las cuales controlan su crecimiento, inhibición, fotosíntesis, entre otros.

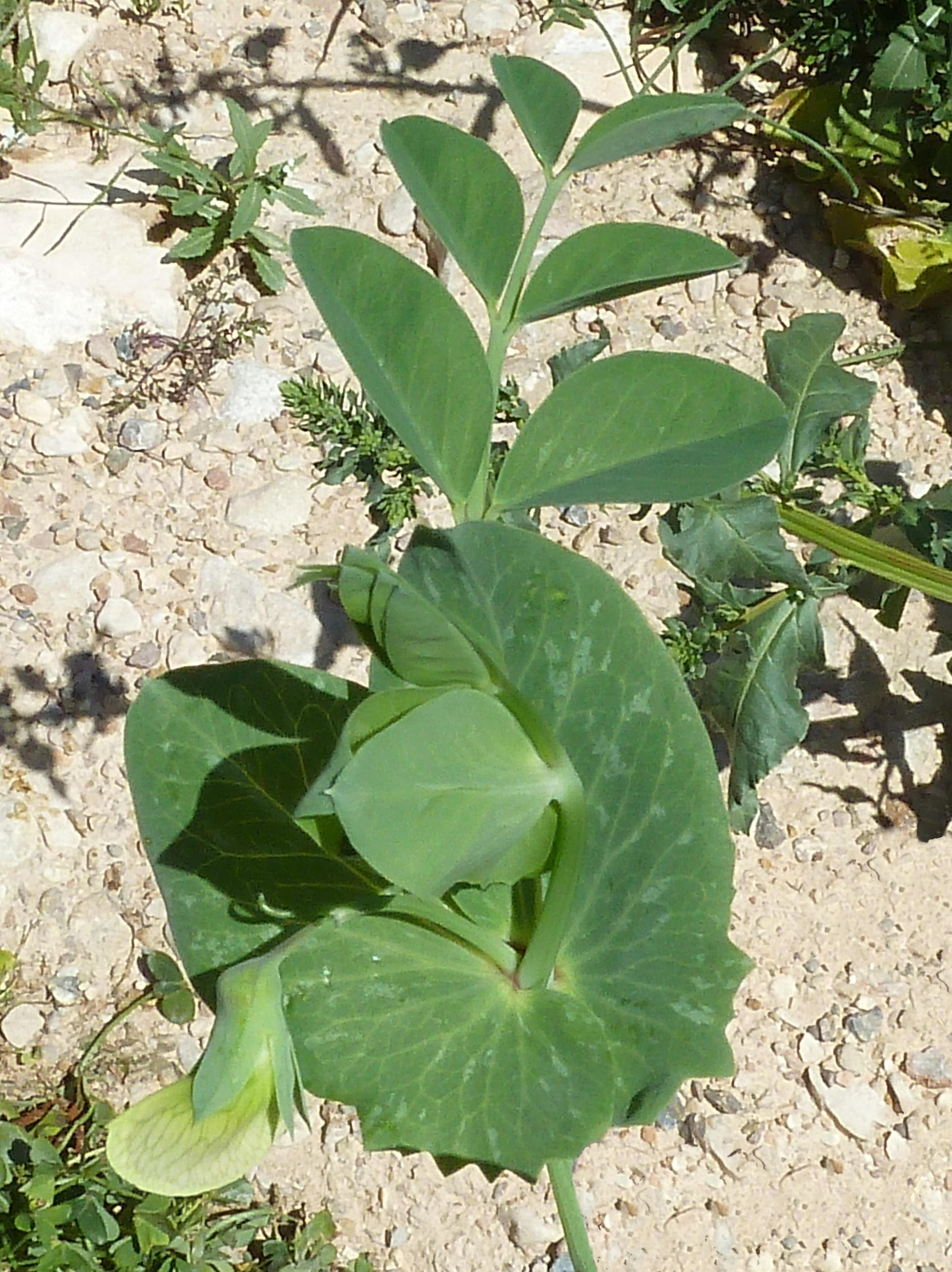
Estípula, hoja y flor en pre antesis.
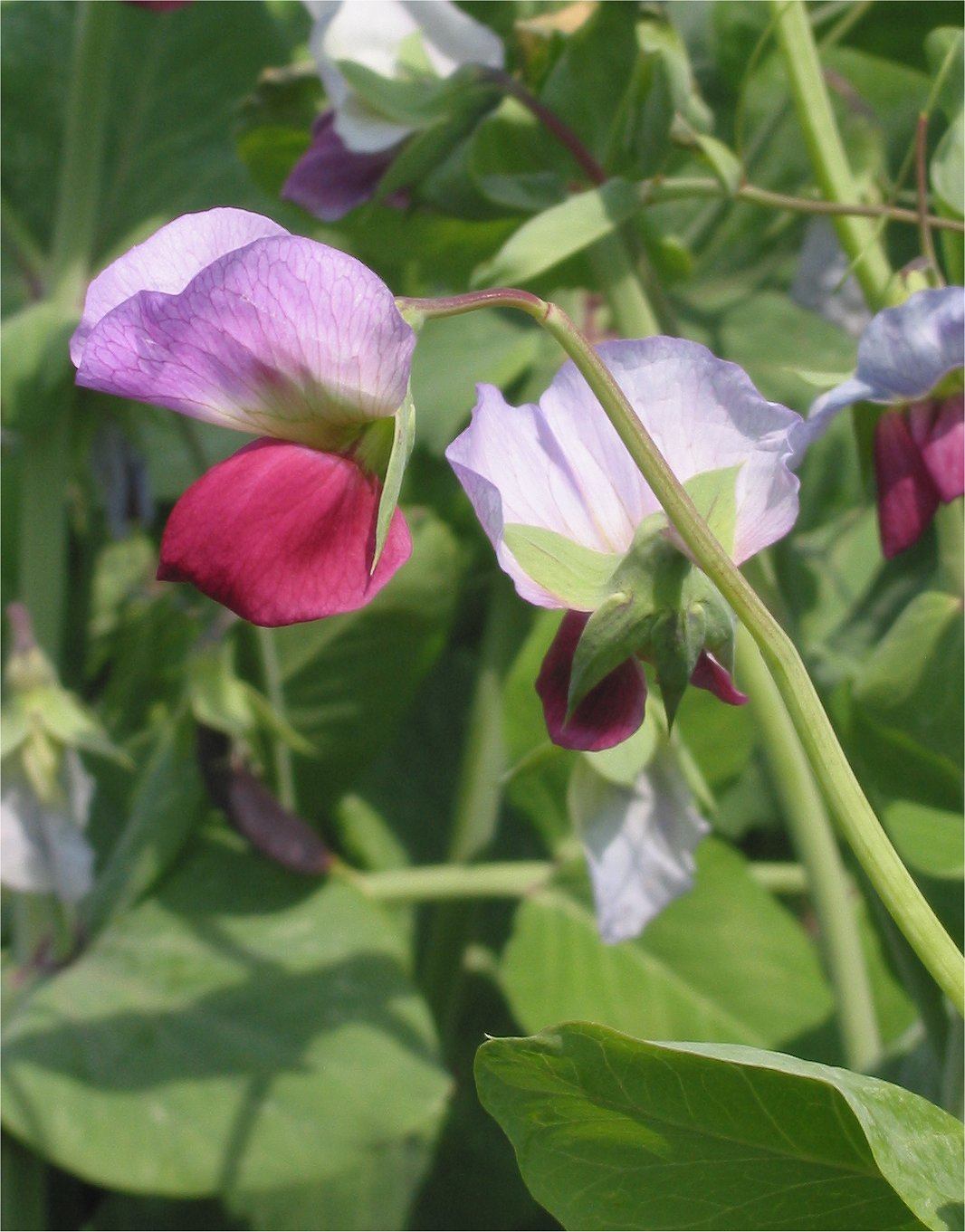
Flores.
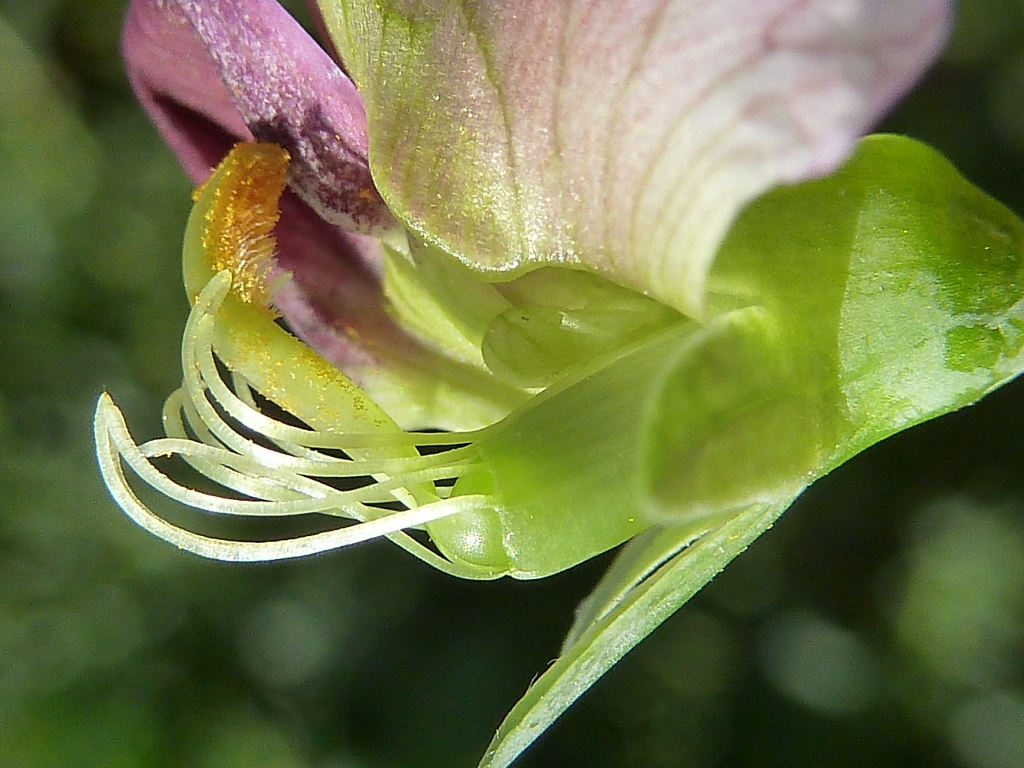
Flor, detalle de los aparatos reproductores (se ha quitado la quilla).
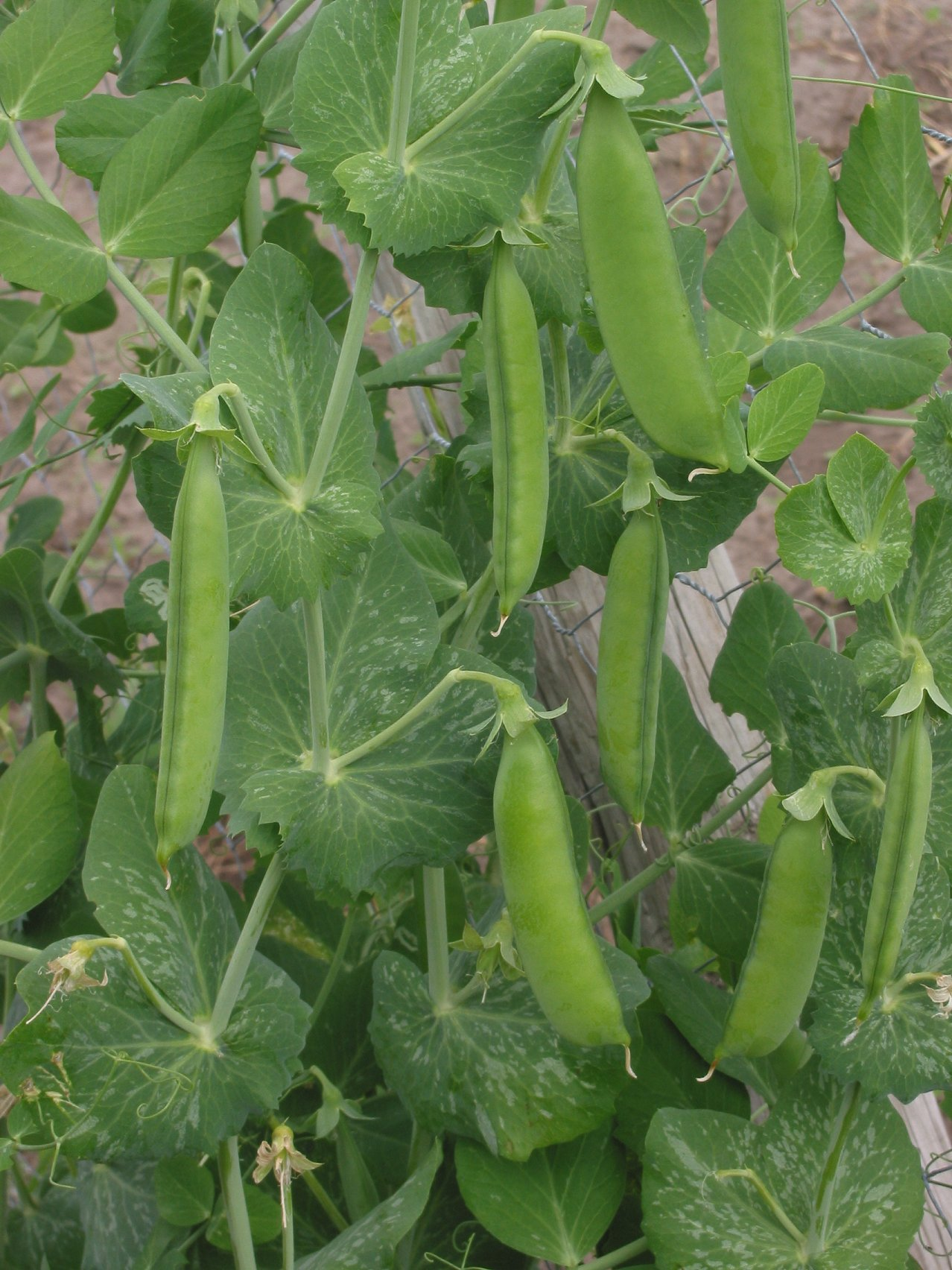
Frutos in situ.
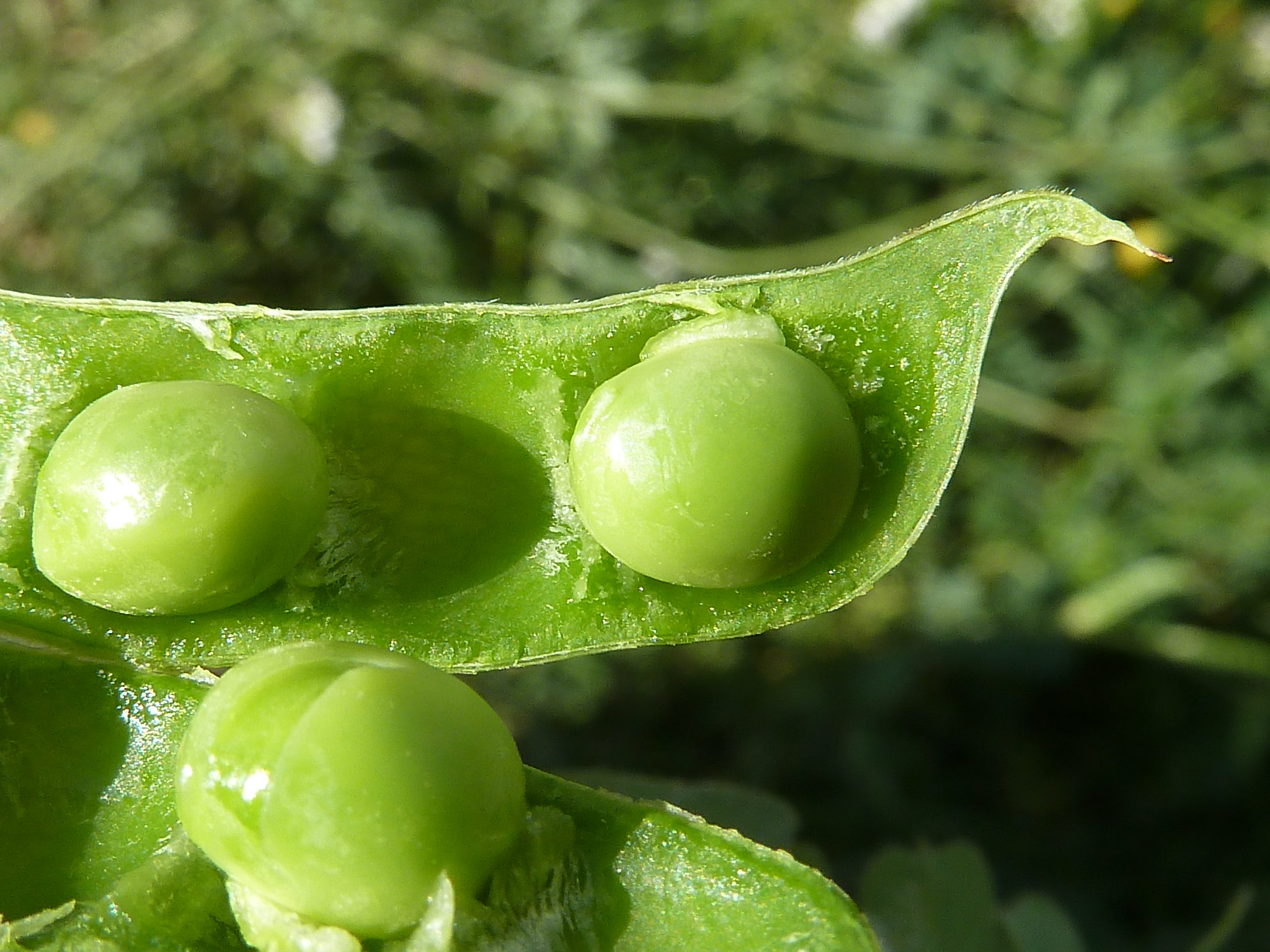
Semillas (guisantes) inmaduras in situ en su vaina abierta.
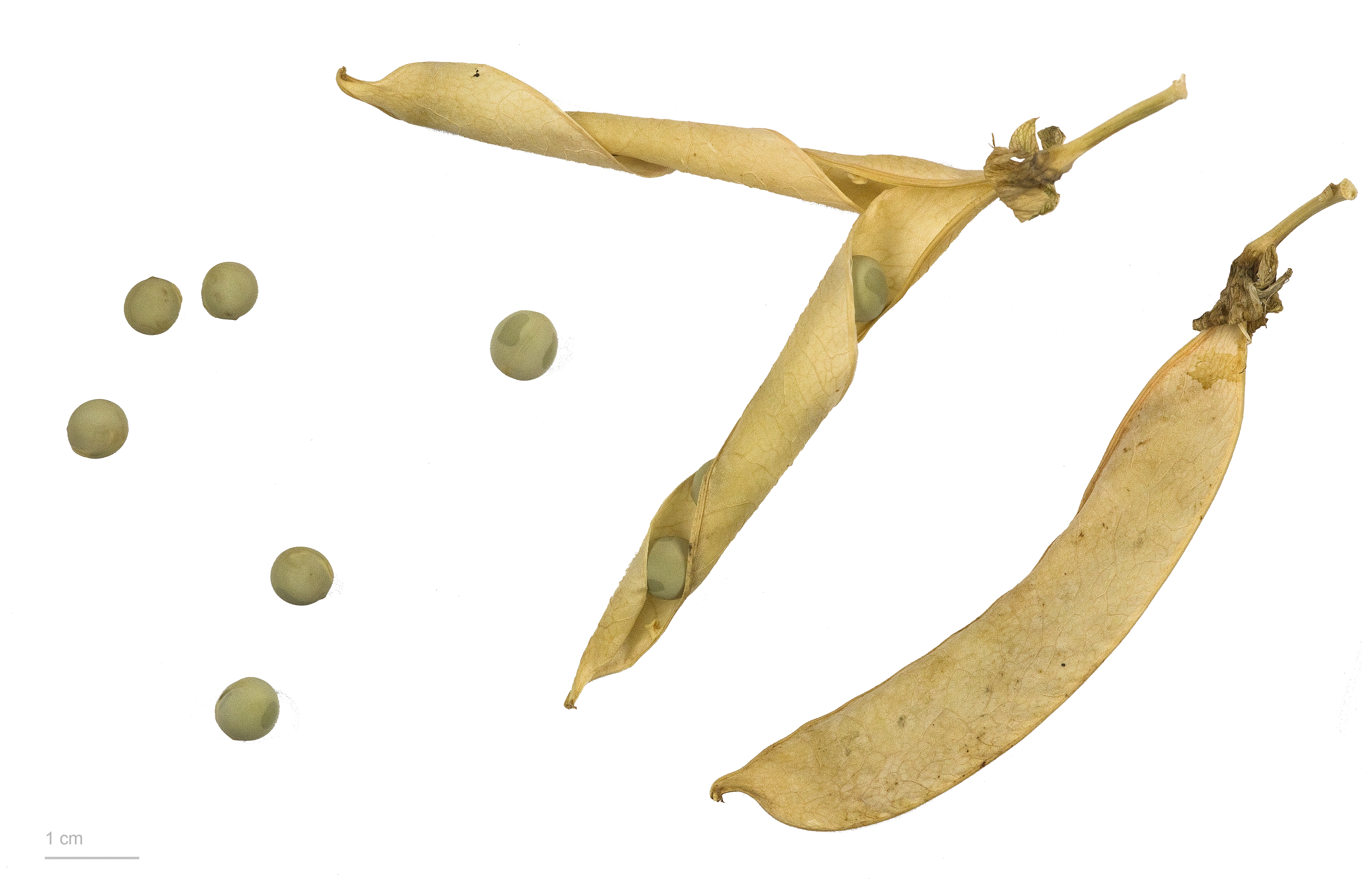
Pisum sativum.

## Historia
Se han encontrado restos fosilizados de guisantes en yacimientos arqueológicos del Próximo Oriente que datan de hace casi 10 000 años. Las especies cultivables aparecieron relativamente poco después del trigo y la cebada, y al mismo tiempo que las lentejas y las habas, por lo que se supone que ya se cultivaban hacia el 7800 a. C) En el 2000 a. C. su cultivo se había extendido por Europa y hacia el este a la India. Se pueden encontrar huellas de Pisum sativum, en particular, en el sitio arqueológico de Troya, en Europa central (hace unos -4.000 años), en Europa occidental y en la India (hace unos -2.000 años). Se han encontrado restos de guisantes especialmente en hábitats lacustres de la Edad del Bronce temprana en Suiza y Francia (Lago de Bourget).
| Sitio                                 | País             | Periodo           | Otras especies presentes                                              |
| ------------------------------------- | ---------------- | ----------------- | --------------------------------------------------------------------- |
| Çayönü                                | Turquía          | -7500 -6500       | escanda, lenteja, arveja, lino                                        |
| Jericó Neolítico antes de la cerámica | Cisjordania      | hacia -7000       | escanda, cebada de dos hileras, lentejas, habas                       |
| Jarmo                                 | Iraq             | -6750             | escanda, cebada de dos hileras, lentejas, habas                       |
| Çatalhöyük, VI-II                     | Turquía          | -5850 -5600       | escanda, trigo blando, cebada de dos hileras, habas                   |
| Hacilar                               | Turquía          | hacia -7000       | escanda espontánea, escanda, cebada de seis hileras, lentejas y habas |
| Can Hassan Neolítico superior         | Turquía          | hacia -5250       | cebada de seis hileras                                                |
| Ghediki                               | Grecia (Tesalia) | hacia -6000 -5000 | escanda, cebada de dos hileras, lentejas, habas                       |
| Sesklo                                | Grecia (Tesalia) | hacia -6000 -5000 | cebada de dos hileras                                                 |

Los griegos y los romanos cultivaron guisantes. Teofrasto lo cita notablemente en su Historia de las plantas, De historia plantarum en el siglo III a. C. d. C., luego por Columela (De re rustica) y Plinio el Viejo en su Historia Natural escrita hacia el año 77 d. C. Según Columela, el guisante se sembraba, como otras leguminosas, en el equinoccio de otoño, en “tierra suelta y ligera”.

### De la Edad Media alsigloXVIII
Hacia el año 800, bajo Carlomagno, el guisante era citado con el nombre de pisos mauriscos entre las plantas vegetales recomendadas para huertos en el capitular de De Villis. Los guisantes secos, de fácil conservación, constituyeron uno de los principales recursos alimentarios de las clases pobres durante toda la Edad Media1 A menudo se cocinaban en puré o con tocino.
Una antigua cuarteta campesina en francés recuerda su importancia:

Qui a des pois et du pain d’orge,
Du lard et du vin pour sa gorge, 
Qui a cinq sous et ne doit rien,
Il se peut dire qu’il est bien.

“Quién tiene guisantes y pan de cebada,

    Tocino y vino para su garganta,

     Quien tiene algo de dinero y no debe nada,

     Se puede decir que está bien.

En el Viandier de Guillaume Tirel, que data del siglo XIII, se encuentra la receta de la cretonnée de pois nouvelle un guiso espeso de guisantes; sin embargo, los “nuevos guisantes” en cuestión aún no serían los “guisantes” actuales.
La introducción del guisante al Nuevo Mundo la realizó por primera vez Cristóbal Colón durante su primer viaje a América en Santo Domingo.
El consumo de vainas enteras (guisantes tirabeques o tirabeques) está documentado desde el siglo XVI en Países Bajos y Francia. El tirabeque es mencionado por Jean Ruel en su obra De Natura Stirpium libri tres publicada en 1536.
El consumo de guisantes (grano verde fresco) se inició en Italia en la corte de los Medici (piselli novelli) y se introdujo en Francia cuando Catalina de Médicis se casó con Enrique II de Francia. Se desarrolló en Francia en la época de Luis XIV. El 18 de enero de 1660, el señor Audiger (o Audiguier), encargado de alimentos de la condesa de Soissons, presentó a la corte del rey Luis XIV guisantes en vaina traídos de Italia Fueron desgranados y preparados al estilo francés para el rey, la reina y el cardenal y fue el inicio de una moda que causó furor en la Corte, halagada por la precocidad del producto. Madame de Sévigné escribió más tarde, en mayo de 1696:

"El capítulo de los guisantes continúa para siempre: la impaciencia por comerlos, el placer de haberlos comido y la alegría de volver a comerlos, son los tres puntos que nuestros príncipes llevan cuatro días discutiendo. Hay señoras que, después de haber cenado con el rey, y de haber cenado bien, encuentran en casa guisantes para comer antes de acostarse, a riesgo de sufrir una indigestión: es una moda, un furor, y la una sigue al otro."

En el siglo XVIII, el poeta irlandés Oliver Goldsmith, que viajó varias veces a Francia, atacó la cocción de los guisantes al “estilo francés”, a la que acusó en sus cartas de toxicidad

### Desde elsigloXIX
Thomas Jefferson, tercer presidente de los Estados Unidos, de 1801 a 1809, apasionado de la ciencia y en particular de la agronomía, estaba muy interesado en la viticultura, pero también en los guisantes. Cultivó numerosas variedades, cuya precocidad intentó mejorar en su finca de Monticello.
Durante el siglo XIX, la popularidad de los guisantes se extendió en Francia y aumentó el número de variedades. Denaiffe e hijos, criadores, enumeraron alrededor de 250 en su trabajo sobre los guisantes (Les pois potagers) publicado en 1906. Esta cita atribuida a Gustave Flaubert, criador de patos, atestigua esta moda. Solía exclamar cuando sus pájaros hacían demasiado ruido: “Me parece que es hora de pelar los guisantes".
Hacia finales del siglo XIX se desarrolló la producción de “guisantes partidos”, guisantes secos a los que se les había quitado mediante abrasión la cubierta de la semilla, relativamente indigerible.
Desde principios del siglo XX, la producción de guisantes se industrializó en los países occidentales (Europa, América del Norte) gracias al desarrollo del envasado en tarros o latas y de la congelación. Este movimiento va acompañado de un cultivo en campo abierto que se ha mecanizado rápidamente.
En la década de 1920, un inventor estadounidense, Clarence Birdseye, fundador de la empresa General Seafood, produjo los primeros guisantes congelados.

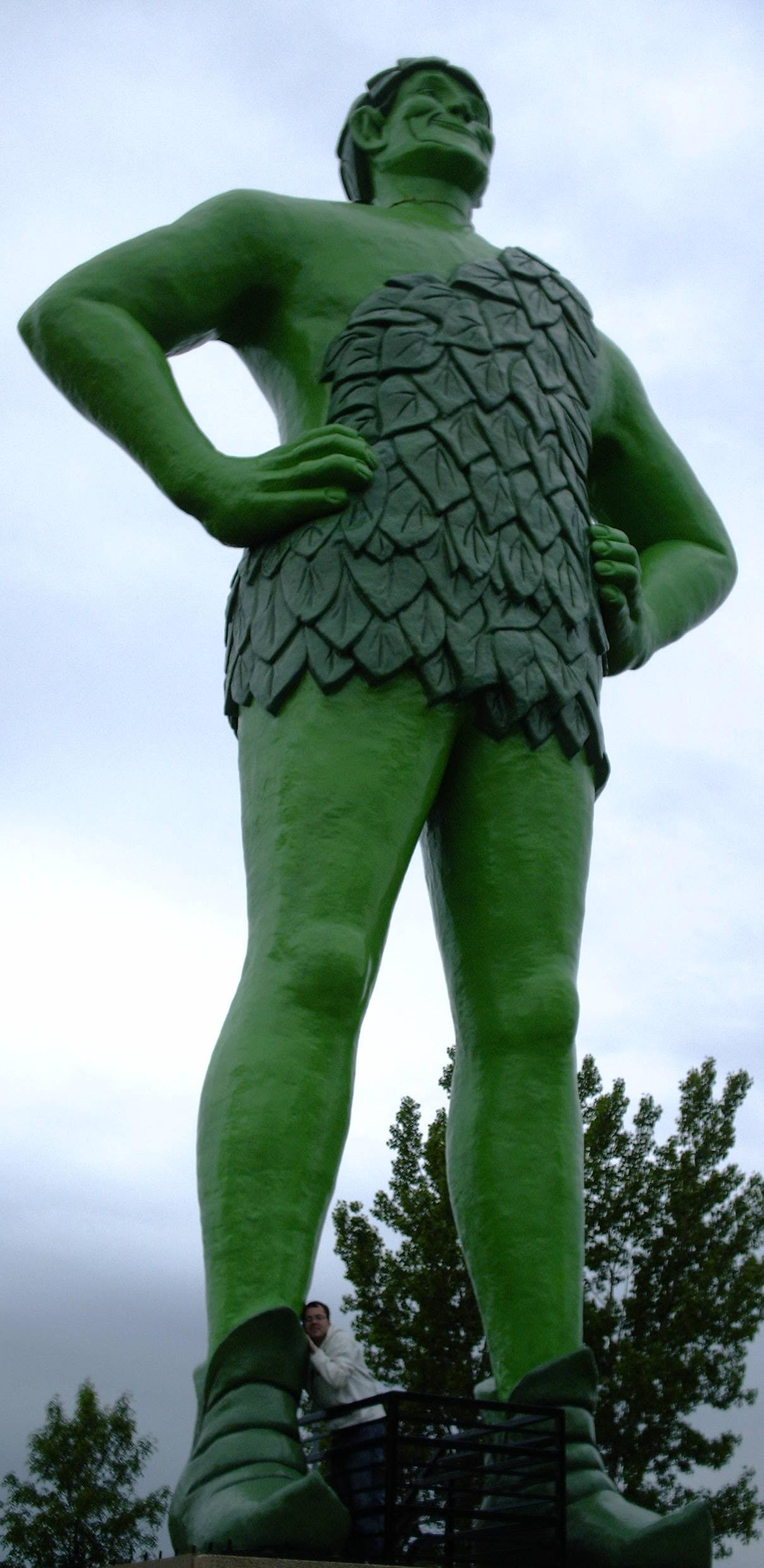
Estatua del Gigante Verde en Blue Earth, Minnesota.

En 1926, la empresa estadounidense Minnesota Valley Canning Company, que más tarde adoptó el nombre de Green Giant, creó esa marca  para comercializar guisantes de mayor tamaño que los guisantes habituales Esta marca, todavía utilizada, pasó a ser propiedad de la empresa General Mills. El mismo año, en Francia, la empresa Bonduelle, que se había convertido en la número uno de Europa en conservas vegetales, produjo sus primeras latas de guisantes en la fábrica Bonduelle de Renescure (Norte).
A partir de 1979, una sociedad de semillas americana, Rogers (filial de Syngenta), comercializó, bajo el nombre de 'sugar snap pea', un nuevo cultivar de la variedad tirabeque de vaina carnosa, cuyo mercado se estaba desarrollando en Estados Unidos Este tipo de guisante ya era conocido en el pasado; entre los guisantes presentados por Vilmorin-Andrieux en Les Plantes potagères (primera edición en 1883) había una variedad llamada “guisantes de mantequilla” con vainas carnosas cuyo espesor alcanzaba el medio centímetro.
Los guisantes secos experimentaron un nuevo desarrollo a finales del siglo XX, destinados principalmente a la alimentación animal, primero en Europa, luego en Canadá y Australia en particular.
En Europa, particularmente en Francia, el cultivo de guisantes proteicos se desarrolló significativamente en los años 1970 y 1980 como fuente de proteínas para la alimentación animal. El detonante fue el embargo decretado en 1973 por Estados Unidos a sus exportaciones de harina de soja, que puso de relieve la dependencia estratégica de Europa de las importaciones de proteínas de origen vegetal.
Así, en Francia, las superficies cultivadas pasaron de 500 hectáreas en 1977 a 500.000 hectáreas en 1985. Desde finales de los años 1990, las superficies sembradas de guisantes han tendido a disminuir debido a la relativa caída de las ayudas comunitarias y al estancamiento de los rendimientos,  alcanzando las 100.000 hectáreas en 2008. Se estableció un “plan proteico” en Francia con subsidios específicos en 2009  que aumentó el área cultivada a 182.000 hectáreas en 2011.
Desde principios de los años 1990, Canadá, buscando diversificar su producción agrícola, ha duplicado su producción de guisantes secos (cultivados principalmente en las provincias de Manitoba, Saskatchewan y Alberta), de los que se ha convertido en el primer productor mundial y también en el primer país exportador, particularmente hacia la India principalmente para alimentación humana.
En 1998 se estableció un mapa genético consensuado del guisante y se validó mediante los resultados obtenidos en tres laboratorios diferentes.

## Reproducción
Se reproduce en el hemisferio boreal, por semilla en febrero o marzo, aunque en las zonas de climas benignos se puede hacer también en noviembre.

## Cultivo
Los guisantes son una cosecha de estación fresca que se puede disfrutar tanto en primavera como en otoño. Requiere una tierra suelta y ligera. Aunque no es muy exigente respecto a la riqueza orgánica del suelo, es conveniente aportar algún abono complejo, que contenga algo de cal y dolomita. Este cultivo no tolera suelos muy ácidos y se ha de vigilar el pH para tratar de que no sea inferior a 6,5. Necesita una exposición soleada y riegos frecuentes.
Como todas las leguminosas, además de ser una buena fuente de proteínas, minerales y fibras es beneficiosa para la tierra, ya que fija el nitrógeno en el suelo debido a bacterias del género Rhizobium  que proliferan en los nódulos de las raíces y producen nitratos.

## Enfermedades y plagas
Es propenso al ataque de hongos como el mildiu, el oídio y la antracnosis, así como a insectos como el pulgón, la polilla del guisante y los coleópteros (escarabajos) Bruchus pisi (laria o gorgojo de guisante) y  Sitona lineatus. También puede ser atacado por la mosca minadora (Liriomyza huidobrensis).

## Taxonomía
Pisum sativum fue descrita por Carlos Linneo y publicado en Species Plantarum 2: 727. 1753.
Citología
- Tiene un número de cromosomas de 2n=14[29][30]

Variedades aceptadas
- Pisum sativum subsp. arvense
- Pisum sativum subsp. brevipedunculatum (P. Davis & Meikle) Ponert
- Pisum sativum subsp. elatius (M.Bieb.) Asch. & Graebn.

Sinonimia
- Lathyrus oleraceus Lam.
- Pisum tuffetii R.Lesson
- Pisum arvense L.
- Pisum elatius  M.Bieb.
- Pisum granulatum J.Lloyd
- Pisum vulgare S.B.Jundz.
- Pisum sativum subsp. arvense (L.) Asch. & Graebn.
- Pisum sativum var. brevipedunculatum P.Davis & Meikle
- Pisum sativum var. elatior Trautv.
- Pisum sativum subsp. hortense (Neilr.) Asch. & Graebn.
- Pisum sativum subsp. humile (Holmboe) Greuter & al.
- Pisum sativum var. pumilio Meikle
- Pisum sativum subsp. pumilo (Meikle) Ponert
- Pisum sativum var. elatius (M. Bieb.) Asch. & Graebn.
- Pisum sativum var. sativum L.[31][32]

## Nombres vernáculos
La denominación guisante (del mozárabe biššáuṭ, y este del latín pisum sapĭdum, guisante sabroso, influido por guisar) o chícharo (del mozárabe číčar-o, y este del latín cicĕra) aplicada a toda la planta es una metonimia, pues este no es más que la semilla. Recibe, entre otros, el nombre vernáculo de arveja, aunque este es un apelativo común que se da en ciertos países a otras plantas del género Vicia, especialmente con la arveja silvestre (Vicia cracca) y la arveja común (Vicia sativa), ampliamente cultivada como planta forrajera.
Otros nombres: abejaquilla, alvilla, arbeja (2), arbella, arveja (3), arvejana, arvejo, arvejote, arvejón, bisaltera, bisaltero, bisalto (6), bisantes, bisarto, chicharro (5), chícharo (2), cuchillejo, disante mayor, disante menor, fasolera, garbaneta, guisante (24), guisante ordinario (2), guisantera (2), guisón, haberos, ilar, moros, nanos, pelailla, pequeñicos, poa, prinsol, présoles (2), pésole, tabilla, tirabeques, tres reyes. Entre paréntesis, la frecuencia de uso del vocablo en España.
En América también se conoce al guisante como bisalto o tirabeque (nombre que en España se aplica al guisante inmaduro que se prepara y come con la vaina).
Por su parte, en Venezuela se le conoce como petipuá (si son los tiernos que se expenden generalmente enlatados) mientras que el nombre arveja aplica para los guisantes secos (con los que en este país se prepara una versión del minestrone). 